# Clessé (Deux-Sèvres)
Clessé ist eine französische Gemeinde mit 925 Einwohnern (Stand 1. Januar 2022) im Département Deux-Sèvres in der Region Nouvelle-Aquitaine. Sie gehört zum Arrondissement Bressuire und zum Kanton Cerizay.

## Geographie
Die Gemeinde liegt rund 15 Kilometer nordwestlich von Parthenay und 15 Kilometer südöstlich von Bressuire in der Landschaft Gâtine. Nachbargemeinden von Clessé sind:
- Chiché im Norden,
- Amailloux im Nordosten,
- Saint-Germain-de-Longue-Chaume im Osten
- Fénery im Südosten,
- Pougne-Hérisson im Süden
- Neuvy-Bouin im Südwesten
- La Chapelle-Saint-Laurent im Westen und
- Boismé im Nordwesten.

Der nördliche Teil des Gemeindegebietes wird von mehreren kleinen Wasserläufen zum Thouaret, einem Nebenfluss des Thouet entwässert, im südlichen Teil entspringen die Flüsse Cébron und Palais, die ebenfalls in den Thouet münden. Im Gemeindegebiet befindet sich neben einer Vielzahl kleiner Seen auch der Stausee Étang de Fréaux, der bis in die Nachbargemeinde Saint-Germain-de-Longue-Chaume reicht.

### Verkehrsanbindung
Die Gemeinde liegt an einem Kreuzungspunkt lokaler Verkehrswege. Die Départementsstraße D19 verbindet Moncoutant und Parthenay, die D46 führt von Saint-Loup-sur-Thouet über Airvault nach Moncontour und die D139 von Saint-Pardoux nach Bressuire.
Das Gemeindegebiet wurde früher auch von einer Eisenbahnlinie durchquert, die von Parthenay nach Bressuire führte. Der Betrieb wurde jedoch eingestellt, heute befindet sich am Bahndamm ein überregionaler Radwanderweg (Voie Verte).

## Bevölkerungsentwicklung
| Jahr      | 1968 | 1975 | 1982 | 1990 | 1999 | 2009 | 2016 |
| Einwohner | 1173 | 1103 | 991  | 924  | 894  | 929  | 954  |